# Météo (Apple)
Météo  est une application mobile développé par Apple. Elle est disponible sur les systèmes d'exploitation iOS, macOS, iPadOS et watchOS.

## Histoire
L'application est préinstallée sur iPod touch et iPhone depuis 2007. Elle est disponible sur iOS depuis l'iPhone OS 1. Elle est disponible sur l'iPad depuis iOS 16 et sur les Mac depuis macOS Ventura(avant, il était possible de consulter la météo sur ces appareils seulement depuis Siri).
De iPhone OS 1 à iOS 7, c'est Yahoo!Weather qui était utilisé, jusqu'à ce qu'ils stoppent la diffusion sur ces système d'exploitation. De iOS 8 à iOS 15, The Weather Channel était chargé de la diffusion,. Depuis iOS 16, Apple utilise ses propres données pour la météo.
Dans iOS 10 et versions ultérieures, l'application peut être supprimée de l'écran d'accueil si l'utilisateur le souhaite,.
Une nouvelle fonctionnalité depuis iOS 12 permet d'afficher les conditions météo sur l'écran verrouillé au réveil avec la fonction « Sommeil » de l'app Horloge.
iOS 15 intègre de nouvelles notifications pour être notifié en cas d'intempérie, ainsi qu'une interface plus lisible et de nouvelles données.
Avec iPadOS 16 et macOS Ventura, l'application Météo devient disponible sur iPad et Mac.
iOS 17 intègre de nouvelles fonctionnalités telles que : 
- Ajout de l'écart entre la température actuelle et la température moyenne à cette période ;
- Le taux moyen est visible sur trente jours ;
- Ajout de la vitesse moyenne du vent ainsi que la vitesse des rafales ;
- La Lune apparait sur cette version et possède même son calendrier.

## Fonctionnalités
L'application permet à l'utilisateur de voir la météo de plusieurs villes sélectionnées. Les emplacements peuvent être ajoutés en appuyant sur l'icône ressemblant à une liste puis sur l'icône en forme de loupe ; une interface apparaît permettant alors à l'utilisateur de taper le nom de la ville, le code postal ou le code de l'aéroport. Les emplacements peuvent être supprimés en appuyant sur l'icône de la liste et en glissant vers la gauche sur l'emplacement que l'utilisateur veut supprimer.
L'application permet d'obtenir des informations sur les prévissons d'un lieu (température, intempéries...), la qualité de l'air (avec un carte dédiée), des informations complète sur le soleil et la lune (qui possède son propre calendrier) et de recevoir des notifications en cas d'intempéries.
Siri peut vous indiquer des informations sur la météo.

### WeatherKit API
Ce service mis en place par Apple par Apple en 2022 à la suite de l’achat de l’application  « Dark Sky ». Il permet aux développeurs d’applications tierces d’accéder aux informations de la météo d’Apple. L’API est gratuite dans la limite de 500 000 requêtes par mois.